# Ken Robinson
Kenneth Robinson, född den 4 mars 1950, död den 21 augusti 2020, var en brittisk författare och föredragshållare inom framför allt utbildningsfrågor. Han betonade bland annat betydelsen av att i högre utsträckning tillvarata kreativitet i utbildning av ungdomar.